# Tag: The Power of Paint
A Tag: The Power of Paint (TAG: TPOP) egy belső nézetes játék, amelyet 2009-ben készített a Tag Team, a DigiPen Institute of Technology tanulóiból álló csapat. A játék alapeleme, hogy a játékos egy különleges festéket fújhat festékszórójából, a lefújt felületek pedig hatással vannak a főszereplő mozgására. A játék elnyerte az Independent Games Festival Student Showcase díját 2009-ben. A csapat tagjait a Valve Corporation alkalmazta, a Tag játékelemei pedig a cég Portal 2 című játékában is helyet kaptak.

## Menük

### Főmenü
A játék főmenüje négy pontból áll. A főmenü hátterében egy városkép látható, amely előtt egy vonat megy el. A kurzorral összefesthetjük a várost (hátteret).
- Start Game: A játék indítása az első pályától.
- Toggle Full Screen: Váltás teljes méret, valamint ablakbeli futtatás között.
- Credits: A készítők listájának megjelenítése.
- Exit: Kilépés a játékból az asztalra.

### Almenü
Az almenüt a játékmenetből érhetjük el az Esc(ape) gombbal. Itt a játékmenet pillanatképe a menüháttér. A menüpontok:
- Return to game: Visszatérés a játékmenetbe.
- Restart level: Azon pálya újrakezdése, melyen éppen tartózkodunk.
- Invert mouse: A fordított kurzor mód be- és kikapcsolása.
- Mouse sensitivity: A kurzor érzékenységének beállítása egy csúszkával.
- Quit to main menu: Kilépés a főmenübe, befejezve az adott pályát.

|  | Alább a cselekmény részletei következnek! |

## Festékek
A játékban való előrejutáshoz három féle festéket használhatunk. Ezeket máskor-máskor és külön külön szerezhetjük meg.

### Típusok
| Festék | Szín  | Előfordulás | Hatás |
| ------ | ----- | ----------- | --- |
| Jump   | Zöld  | 1. pálya    | Rálépve a játékos felugrik a levegőbe. A játékos az ugrás irányát tudja szabályozni a mozgás billentyűkkel minimális mértékben. |
| Speed  | Piros | 4. pálya    | Érintve - vagy rajta mozogva - a játékos dupla akkora sebességre gyorsul. Kombinálva a Jump-pal, nagy ugrásokat lehet végezni.  |
| Stick  | Kék   | 6. pálya    | A játékos "hozzátapad" a festékhez. Mozogni ugyanúgy tud, de nem hat rá a gravitáció.                                           |

### Kombinálás
A festékeket kombinálhatjuk abból a célból, hogy gyorsabban haladjunk. Taktikák:
- Ha fel kell ugorjuk valahová, vagy át kell ugorjunk egy szakadékot, akkor használjuk a Jump-ot.
- Ha egy rámpa van előttünk, a mögötte pedig egy szakadék, akkor fessük le Speed-del a rámpát, majd fussunk fel rajta. A megnőtt sebességünk átrepít a szakadék felett.
- Ha egy nagyobb szakadék áll előttünk, és egy "sima" Jump-pal nem tudjuk átugrani, akkor használjuk a Jump-ot a szakadék széle előtt, majd hátráljunk, és húzzunk magunk után vonalat a Speed-del. Fussunk neki a piros vonalon, majd érintsük a zöldet, és repülünk is egy hatalmasat.
- Ha a szakadékok felé közelítünk/csúszunk (mondjuk egy ugrásból kiérkezve), akkor biztosítjuk és lassítsuk le magunkat a magunk alá fújt Stick-kel.
- Ha látjuk, hogy egy ugrásból kiérkezve vízszintes falra zuhannánk, akkor előtte (vagy ugrás közben) fújjuk le a falat Stick-kel. Azon megtapadva másszunk fel a fal tetejére.
- Ha valami ki akar minket sodorni az útból, akkor (hogy gyorsabban átjussunk a kérdéses területen), használjunk Speed-et.
- Ha valami fellök minket valahová, akkor nézzünk fel, és ha nekilökne minket egy fejünk fölött lévő falnak, akkor fújjunk maguk fölé Stick-et, így megtapadhatunk a felületen.
- Ha egy föl-le masírozó platform aljára kell ugranunk, akkor menjünk alá, és gondosan fújjuk be Stick-kel, majd amikor a legalacsonyabbra ér, nézzünk magunk alá, és fújjunk magunk alá egy kis Jump-ot.